# Pierfrancesco Favino
Pierfrancesco Favino (ur. 24 sierpnia 1969 w Rzymie) – włoski aktor filmowy, teatralny i telewizyjny; okazjonalnie również producent filmowy. Wystąpił w ponad 70 filmach fabularnych i telewizyjnych.

## Życiorys
Ukończył Państwową Akademię Sztuki Dramatycznej Silvio D’Amico (Accademia Nazionale d’Arte Drammatica Silvio D’Amico), a następnie intensywny kurs reżyserii pod kierunkiem Luki Ronconiego. Jest jednym z założycieli Actor’s Center w Rzymie.
Rola sierżanta Rizzo w dramacie wojennym El Alamein: Na linii ognia (El Alamein – La linea del fuoco, 2002) przyniosła mu nominację do nagrody David di Donatello. Nagrodę David di Donatello otrzymał jak dotąd trzykrotnie: za rolę drugoplanową w Opowieści kryminalnej (Romanzo criminale, 2005) w reżyserii Michele Placido oraz za główne role w filmach Piazza Fontana: Włoski spisek (Romanzo di una strage, 2012) Marco Tullio Giordany i Zdrajca (2019) Marco Bellocchio.
Laureat Pucharu Volpiego dla najlepszego aktora na 77. MFF w Wenecji za rolę w filmie Padrenostro (2020) w reżyserii Claudia Noce.
Przewodniczył obradom jury sekcji „Horyzonty” na 69. MFF w Wenecji (2012). Zasiadał w jury konkursu głównego na 77. MFF w Cannes (2024).
Spotykał się z Aną Cunhą. Ze związku z Anną Ferzetti ma dwie córki: Gretę (ur. 2006) i Leę (ur. 2012).

## Wybrana filmografia

### Aktor
- 1997: Książę Homburg (Il principe di Homburg) jako Sparren
- 1998: Słodka bezczynność (Dolce Farniente) jako Rossini
- 1999: Opowieść o Ojcu Chrzestnym (Bonanno: A Godfather’s Story, TV) jako Felice Buccellato
- 2000: Ojciec Pio (Padre Pio) jako Emanuele Brunatto
- 2001: Ostatni pocałunek (L’ultimo bacio) jako Marco
- 2001: Judasz z Kariothu (Gli Amici di Gesù – Giuda, TV) jako Szymon
- 2002: El Alamein: Na linii ognia (El Alamein – La linea del fuoco) jako sierżant Rizzo
- 2003: Ferrari (TV) jako Filippo
- 2004: Nasz włoski mąż (Mariti in affitto) jako Vincenzo Scocozza
- 2004: Klucze do domu (Le chiavi di casa) jako Alberto
- 2005: Opowieść kryminalna (Romanzo criminale) jako Libano
- 2006: Noc w muzeum (Night at the Museum) jako Krzysztof Kolumb
- 2006: Nieznajoma (La Sconosciuta) jako Donato Adacher
- 2008: Opowieści z Narnii: Książę Kaspian (The Chronicles of Narnia: Prince Caspian) jako Generał Glozelle
- 2009: Anioły i demony (Angels & Demons) jako Inspektor Olivetti
- 2012: Wódz i bocian (Il comandante e la cicogna) jako Giuseppe Garibaldi (głos)
- 2013: World War Z jako Doktor W.H.O.
- 2013: Wyścig (Rush) jako Clay Regazzoni
- 2014: Marco Polo jako Niccolò Polo